# Distrikt Atavillos Bajo
Der Distrikt Atavillos Bajo liegt in der Provinz Huaral in der Region Lima in Peru. Der Distrikt wurde am 28. Juli 1821 gegründet. Er besitzt eine Fläche von 177 km². Beim Zensus 2017 wurden 976 Einwohner gezählt. Im Jahr 1993 lag die Einwohnerzahl bei 1807, im Jahr 2007 bei 1374. Verwaltungssitz ist die 1878 m hoch gelegene Ortschaft San Agustín de Huayopampa mit 462 Einwohnern (Stand 2017). San Agustín de Huayopampa liegt knapp 45 km ostnordöstlich der Provinzhauptstadt Huaral. Auf einem Höhenkamm zentral im Distrikt nördlich von San Agustín de Huayopampa befindet sich der archäologische Fundplatz Rúpac.

## Geographische Lage
Der Distrikt Atavillos Bajo liegt in der peruanischen Westkordillere im zentralen Süden der Provinz Huaral. Er hat eine Längsausdehnung in WNW-OSO-Richtung von 23 km sowie eine Breite von etwa 8 km. Begrenzt wird der Distrikt im Westen durch den Río Chancay, im Süden durch dessen linken Nebenfluss Río Anasmayo.
Der Distrikt Atavillos Bajo grenzt im Süden an den Distrikt Sumbilca, im Westen an den Distrikt Lampián, im Norden an den Distrikt San Miguel de Acos, im Nordosten an den Distrikt Atavillos Alto sowie im Osten an den Distrikt San Buenaventura (Provinz Canta).

## Ortschaften
Neben den Hauptort gibt es folgende größere Ortschaften im Distrikt:
- La Perla (227 Einwohner)